# Quappi con suéter rosa
Quappi con suéter rosa es un óleo sobre lienzo del artista alemán Max Beckmann, ejecutado en 1932-1934. El cuadro se encuentra en las colecciones del Museo Thyssen-Bornemisza de Madrid (España).

## Descripción
El estilo característicamente duro de Beckmann comenzó a suavizarse notablemente desde mediados de la década de 1920, que coincidió con su relación y matrimonio con Matilda von Kaulbach, también conocida como Quappi, la segunda esposa del artista.
El distintivo contorno negro, antes de un amargo desprecio por la sociedad moderna, ahora resalta los hermosos rasgos de su joven esposa. Quappi está representada sentada en un sillón acolchado azul, vestida con un pañuelo rosa, un jersey rosa y una falda marrón, con las piernas cruzadas y sosteniendo un cigarrillo en la mano derecha. La pincelada rápida de Beckmann convierte a la elegante Quappi en el prototipo de mujer moderna, decidida y segura. Iniciado en 1932, Beckmann terminó este retrato en 1934, cambiando la fecha y haciendo a Quappi menos sonriente, para reflejar mejor las preocupaciones de la pareja sobre el ascenso al poder nazi.